# Bart McGhee
Bartholomew McGhee (Edimburgo, 30 aprile 1899 – Filadelfia, 26 gennaio 1979) è stato un calciatore statunitense, di ruolo attaccante.

## Biografia
Bartholomew McGhee, noto come Bart McGhee, nacque a Edimburgo, in Scozia, il 30 aprile 1899. In seguito emigrò negli Stati Uniti, dove intraprese la carriera calcistica. Morì a Filadelfia il 26 gennaio 1979.

## Carriera
McGhee iniziò la sua carriera da calciatore con il N.Y. Shipbuilding, dove militò dal 1917 al 1919. Successivamente giocò per i Wolfenden Shore (1919-1921) e i Philadelphia Hibernian (1921-1922).
Dal 1922 al 1924 vestì la maglia del New York F.C., con cui disputò 48 partite segnando 23 gol. Nel 1924-1925 passò al Fleisher Yarn (31 presenze, 10 gol), per poi trasferirsi all’Indiana Flooring, dove giocò dal 1925 al 1927 (74 presenze, 37 gol).
Tra il 1927 e il 1929 militò nel N.Y. Nationals (68 presenze, 29 gol), per poi passare brevemente al Philadelphia F.C. nel 1929 (18 presenze, 6 gol). Tornò quindi al N.Y. Nationals per la stagione 1929-1930 (52 presenze, 14 gol) e concluse la sua carriera con il N.Y. Giants tra il 1930 e il 1931 (59 presenze, 17 gol).

### Nazionale
Nel 1930 fu convocato nella nazionale degli Stati Uniti, con la quale disputò 3 partite e segnò 2 gol durante il campionato mondiale in Uruguay, conquistando la medaglia di bronzo.

## Caratteristiche tecniche
McGhee giocava nel ruolo di attaccante. 

## Statistiche

### Cronologia presenze e reti in Nazionale
| Cronologia completa delle presenze e delle reti in nazionale ― Stati Uniti | Cronologia completa delle presenze e delle reti in nazionale ― Stati Uniti | Cronologia completa delle presenze e delle reti in nazionale ― Stati Uniti | Cronologia completa delle presenze e delle reti in nazionale ― Stati Uniti | Cronologia completa delle presenze e delle reti in nazionale ― Stati Uniti | Cronologia completa delle presenze e delle reti in nazionale ― Stati Uniti | Cronologia completa delle presenze e delle reti in nazionale ― Stati Uniti | Cronologia completa delle presenze e delle reti in nazionale ― Stati Uniti |
| Data                                                                       | Città                                                                      | In casa                                                                    | Risultato                                                                  | Ospiti                                                                     | Competizione                                                               | Reti                                                                       | Note                                                                       |
| -------------------------------------------------------------------------- | -------------------------------------------------------------------------- | -------------------------------------------------------------------------- | -------------------------------------------------------------------------- | -------------------------------------------------------------------------- | -------------------------------------------------------------------------- | -------------------------------------------------------------------------- | -------------------------------------------------------------------------- |
| 13-7-1930                                                                  | Montevideo                                                                 | Stati Uniti                                                                | 3 – 0                                                                      | Belgio                                                                     | Mondiali 1930 - 1º turno                                                   | 2                                                                          |                                                                            |
| 17-7-1930                                                                  | Montevideo                                                                 | Stati Uniti                                                                | 3 – 0                                                                      | Paraguay                                                                   | Mondiali 1930 - 1º turno                                                   | -                                                                          |                                                                            |
| 26-7-1930                                                                  | Montevideo                                                                 | Argentina                                                                  | 6 – 1                                                                      | Stati Uniti                                                                | Mondiali 1930 - Semifinale                                                 | -                                                                          |                                                                            |
| Totale                                                                     |                                                                            | Presenze                                                                   | 3                                                                          |                                                                            | Reti                                                                       | 2                                                                          |                                                                            |